# Götz Rohdewald
Götz Rohdewald (* 1. Juli 1975 in Münster) ist ein deutscher Basketballtrainer und ehemaliger -spieler. Der 1,93 Meter große Flügelspieler lief in der Basketball-Bundesliga für Bramsche, Bonn und Oldenburg auf.

## Laufbahn
Der jüngere Bruder von Jan Rohdewald begann seine Basketball-Vereinskarriere beim UBC Münster. Bei der BG Bramsche/Osnabrück schaffte er den Sprung in die Basketball-Bundesliga und nahm mit den Niedersachsen auch am Europapokal (Korać-Cup) teil.
1995 wechselte Rohdewald zum Zweitligisten Telekom Baskets Bonn, mit dem er in der ersten Saison ungeschlagen Meister wurde und in die Bundesliga aufstieg. Er spielte bis 2000 in Bonn und wurde mit der Mannschaft 1997 und 1999 deutscher Vizemeister. Auch mit den Rheinländern war er in europäischen Vereinswettbewerben, nämlich Korać-Cup und Saporta-Cup, aktiv. Rohdewald fungierte in Bonn zumeist als Ergänzungsspieler, der seine Stärken als guter Verteidiger einbrachte.
Zwischen 2000 und 2002 spielte er für den TSV Quakenbrück in der 2. Bundesliga Nord und kehrte mit seinem Wechsel zu den EWE Baskets Oldenburg 2002 in die höchste deutsche Liga zurück. Dort spielte er bis 2005 und ließ in den folgenden zwei Jahren seine Leistungssportkarriere beim Oldenburger TB in der ersten Regionalliga ausklingen.
Ab der Saison 2007/08 trainierte er die Herrenmannschaft seines Heimatvereins UBC Münster in der zweiten Regionalliga und führte sie 2009 zum Aufstieg in die 1. Regionalliga. Nach der Saison 2011/12 schied er als UBC-Trainer aus. Im Mai 2023 gaben die mittlerweile in der 2. Bundesliga spielenden Münsteraner Rohdewalds Rückkehr als Trainer bekannt.